# Тајрон Незби
Тајрон Незби (рођен 31. јануара 1976. године у Керу, Илиноис) бивши је амерички кошаркаш. Играо је на позицији крила.

## Каријера
Иако није драфтован, године 1998. добио је прилику да заигра у НБА лиги. Прво је наступао за Клиперсе непуне две сезоне. У првој је бележио просечно 10,1 поена а у другој 13,3 по утакмици. Након тога играо је у Вашингтону након чега се и завршава његова НБА каријера, током које је одиграо 255 утакмица са просеком од 9,5 поена.
Након тога прелази у Европу где је провео добар део своје каријере. Године 2004. је доведен у ФМП, који се тада звао Рефлекс, као замена за повређеног Фримана. Одиграо је укупно свега 14 мечева са сјајним просеком од 21 поен по утакмици. И у тако кратком периоду српска кошаркашка публика је имала прилику да види плејаду добрих потеза од којих се највише истиче његов одличан скок-шут. Свој квалитет доказао је и у следећој сезони пошто је био један од најзаслужнијих у Лијетувос ритасу за освајање УЛЕБ купа.

## Остало
Тајрон је често имао проблема са законом, због чега је био оптуживан за напад, злостављање, употребу марихуане и остало.
Осим бављења кошарком, имао је и свој сајт NesbyWorld.com где је неуспешно презентовао своје реп песме. Основао је и фондацију која се бави добротворним радом са младима. Данас је власник АБА тима Лас Вегас ол старс.